# Sderot
Sderot (ebraico: שׂדרות , "viali") è una città di Israele situata nel distretto Meridionale, a poca distanza dalla Striscia di Gaza. La città si sviluppò a partire dal 1951. La popolazione è costituita da ebrei originari in gran parte dal Marocco. La città divenne nota per essere divenuta in più occasioni destinataria degli attacchi dei militanti attivi nella Striscia di Gaza.

## Storia
Sderot fu fondata come ma'abara nel 1951 sul sito del villaggio di Najd, da cui gli abitanti palestinesi, circa 620 nel 1945, furono espulsi il 13 maggio 1948, nell'ambito della guerra arabo-israeliana del 1948.
I primi abitanti di Sderot arrivarono nel 1951 in quello che era ai tempi conosciuto come il campo di transito di Gevim-Dorot. La maggior parte degli immigrati erano di origine curda e iraniana, e vennero stabiliti in tende e baracche, prima della realizzazione di strutture permanenti quasi quattro anni più tardi, nel 1954, quando Sderot diveniva una delle città del deserto del Negev settentrionale.
Nel censimento del 1961, la percentuale di immigrati marocchini era dell'87%, mentre l'11% dei residenti erano immigrati dal Kurdistan. Nel 1950 la città ha continuato ad assorbire un gran numero di immigrati dal Marocco e dalla Romania. Sderot ha inoltre assorbito una grande popolazione immigrata nel corso della Aliyah dall'Unione Sovietica negli anni 1990,che hanno raddoppiato la popolazione. Nel 1996 Sderot è stata dichiarata città.
La città è stata un continuo bersaglio di attacchi di razzi Qassam dalla Striscia di Gaza. Dalla metà di giugno 2007 a metà febbraio 2008, 771 razzi e 857 bombe da mortaio sono state sparati contro Sderot e il Negev occidentale, con una media di tre o quattro ogni giorno. Tale lancio ha causato dal 2000 al 2009 un totale di 10 morti. Nel marzo 2008, il sindaco ha affermato che la popolazione era scesa del 10%-15% poiché molte famiglie l'avevano abbandonata per disperazione.
La città però, dopo una tregua armata che ha segnato la drastica riduzione di missili lanciati, ha subito nuovi attacchi a novembre 2008, dopo che i militari israeliani hanno rotto definitivamente la tregua con Hamas, compiendo un'incursione militare nella Striscia di Gaza nel corso della quale sono stati uccisi diversi miliziani di Hamas e civili. Il giorno dopo è ripreso il lancio dei razzi Qassam sul sud di Israele, che hanno motivato l'inizio dell'Operazione Piombo fuso.
Il 7 ottobre 2023, uomini armati di Hamas hanno attaccato Sderot, ingaggiando scontri a fuoco con i civili nelle strade, la polizia israeliana e hanno occupato la stazione di polizia della città. Almeno venti membri della polizia israeliana sono stati uccisi durante i combattimenti.